# 스틸독
《스틸독》(SteelDog)는 엔씨소프트에서 개발하여 플레이엔씨에서 서비스하는 차량 격투 게임이다. 2011년 11월 24일 개발을 중단하였다.